# Christian von Ditfurth

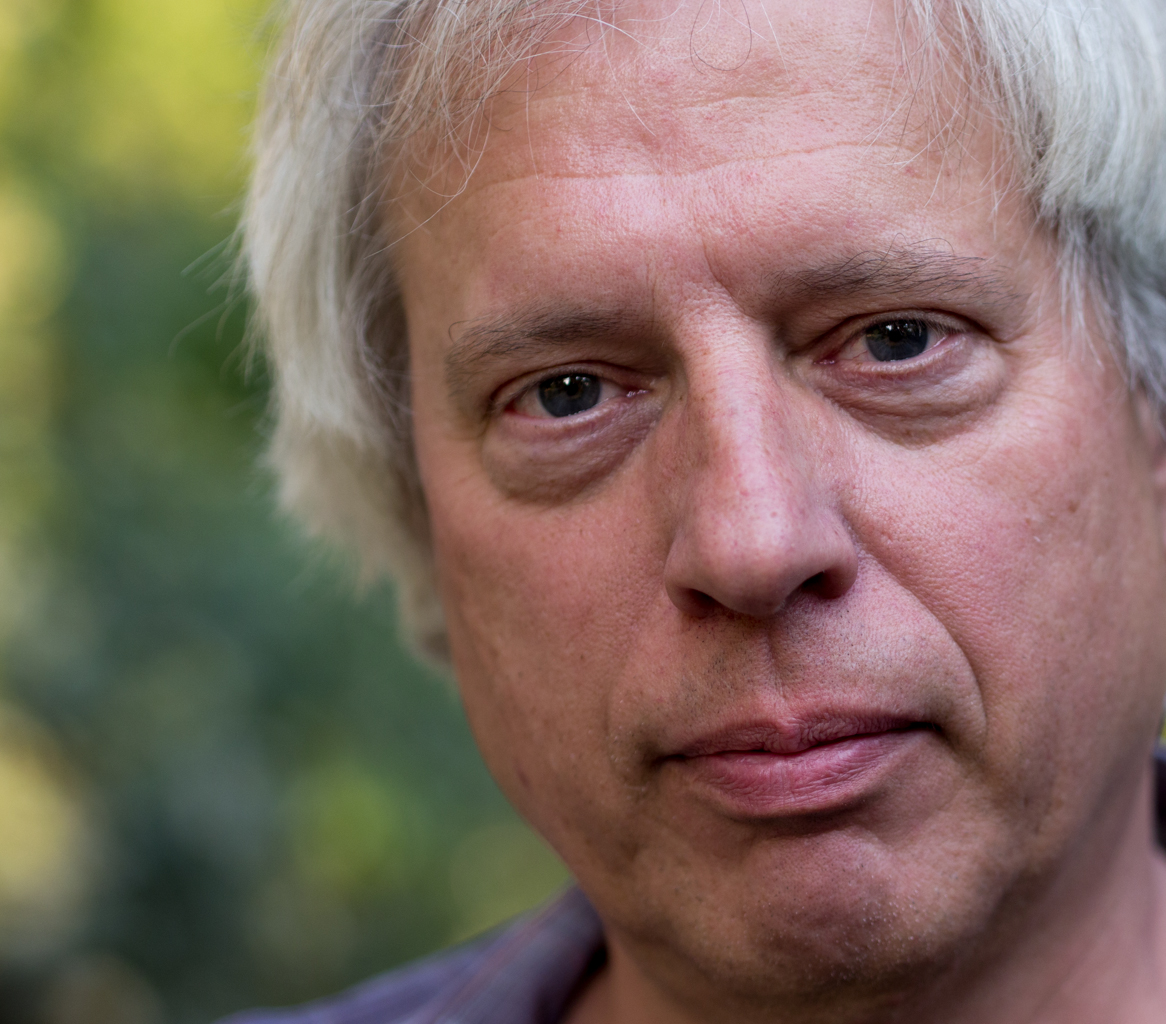
Christian von Ditfurth, vor 2013

Wolf-Christian Krafft Hans-Otto von Ditfurth, genannt Christian von Ditfurth (* 14. März 1953 in Würzburg) ist ein deutscher Schriftsteller, Journalist und Lektor.

## Leben
Wolf-Christian von Ditfurth stammt aus dem ehemaligen Adelsgeschlecht Ditfurth. Sein Vater war der Psychiater, Journalist, Fernsehmoderator und Schriftsteller Hoimar von Ditfurth, seine Mutter war die Fotografin Heilwig von Raven. Seine Schwester ist die Publizistin und ehemalige Grünen-Politikerin Jutta Ditfurth.
Im Jahr 1972 legte er sein Abitur an der Stormarnschule in Ahrensburg ab. Von 1973 bis 1983 war er Mitglied der DKP und wurde zeitweise an der Außenstelle des Franz-Mehring-Instituts in Berlin-Biesdorf in der DDR geschult. Im Januar 1998 trat er der SPD bei, der er zwei Jahre angehörte.
Ditfurth publizierte im Spiegel und veröffentlichte eine Reihe von Sachbüchern, u. a. über die CDU, die PDS sowie die SPD. Ab 1999 kamen Kriminal- und Alternativweltromane hinzu. Er ist Mitglied von Amnesty international und lebt in Berlin-Kreuzberg.

## Werke

### Sachbücher
- Blockflöten. Wie die CDU ihre realsozialistische Vergangenheit verdrängt. Kiepenheuer und Witsch, Köln 1991, ISBN 3-462-02179-6.
- Wachstumswahn. Wie wir uns selbst vernichten. Lamuv, Göttingen 1995, ISBN 3-88977-418-0.
- Internet für Historiker. Campus-Verlag, 1997, ISBN 3-593-35694-5; 2. akt. Auflage 1998, ISBN 3-593-36008-X; 3. akt. Auflage 1999, ISBN 3-593-36195-7.
- mit Ulrich Kathöfer: Internet für Wirtschaftswissenschaftler. Campus-Verlag, Frankfurt/New York 1997, ISBN 3-593-35695-3.
- Internet für Journalisten. Campus-Verlag, Frankfurt/New York 1998, ISBN 3-593-35929-4.
- Ostalgie oder linke Alternative. Meine Reise durch die PDS. Kiepenheuer und Witsch, Köln 1998, ISBN 3-462-02706-9 (Verlagsankündigung)
- (Hrsg.): Rainer Eppelmann & Dietmar Keller: Zwei deutsche Sichten. Ein Dialog auf gleicher Augenhöhe. Bock, Honnef 2000, ISBN 3-87066-780-X.
- SPD – eine Partei gibt sich auf. Henschel, Berlin 2000, ISBN 3-89487-366-3.
- Die Welt ist meine Heimat. BoD, Norderstedt 2005, ISBN 978-3-8334-2013-9.
- Deutsche Geschichte für Dummies. Wiley-VCH-Verlag, Weinheim 2009, ISBN 978-3-527-70322-7.

### Kriminalromane

#### Reihe Historiker Josef Maria Stachelmann
- Mann ohne Makel. Stachelmanns erster Fall. Kiepenheuer und Witsch, Köln 2002, ISBN 3-462-03126-0; 2004, ISBN 3-462-03389-1.
- Mit Blindheit geschlagen. Stachelmanns zweiter Fall. Kiepenheuer und Witsch, Köln 2004, ISBN 3-462-03416-2; 2006, ISBN 3-462-03659-9.
- Schatten des Wahns. Stachelmanns dritter Fall. Kiepenheuer und Witsch, Köln 2006, ISBN 3-462-03709-9; 2007, ISBN 978-3-462-03943-6.
- Lüge eines Lebens. Stachelmanns vierter Fall. Kiepenheuer und Witsch, Köln 2007, ISBN 978-3-462-03933-7; 2008, ISBN 978-3-462-04023-4.
- Labyrinth des Zorns. Stachelmanns fünfter Fall. Kiepenheuer und Witsch, Köln 2009, ISBN 978-3-462-04086-9.
- Die Akademie. Stachelmanns sechster Fall. Kiepenheuer und Witsch, Köln 2011, ISBN 978-3-462-04296-2.
- Böse Schatten. Stachelmanns siebter Fall. Penguin, 2020, ISBN 978-3-641-21895-9.

#### Reihe Matti & Dornröschen
- Das Dornröschen-Projekt. carl’s books, München 2011, ISBN 978-3-570-58500-9.
- Tod in Kreuzberg. carl’s books, München 2012, ISBN 978-3-570-58509-2.
- Ein Mörder kehrt heim. carl’s books, München 2013, ISBN 978-3-570-58518-4.

#### Reihe Kommissar Eugen de Bodt
- Heldenfabrik. Kommissar de Bodts erster Fall. carl’s books, München 2014, ISBN 978-3-570-58515-3.
- Zwei Sekunden. Kommissar de Bodts zweiter Fall. carl’s books, München 2016, ISBN 978-3-570-58567-2.
- Giftflut. Kommissar de Bodts dritter Fall. carl’s books, München 2017, ISBN 978-3-570-58565-8.
- Schattenmänner. Kommissar de Bodts vierter Fall. C. Bertelsmann, München 2018, ISBN 978-3-570-10352-4.
- Ultimatum. Kommissar de Bodts fünfter Fall. C. Bertelsmann, München 2019, ISBN 978-3-570-10342-5.
- Terrorland. Kommissar de Bodts sechster Fall. C. Bertelsmann, München 2020, ISBN 978-3-641-25186-4.
- Endzeit. Kommissar de Bodts siebter Fall. C. Bertelsmann, München 2020, ISBN 978-3-570-10384-5.

#### Reihe Kommissar Karl Raben
- Tanz mit dem Tod. Der erste Fall für Karl Raben. C. Bertelsmann, München 2022, ISBN 978-3-570-10449-1.
- Tag des Triumphs. Der zweite Fall für Karl Raben. C. Bertelsmann, München 2023, ISBN 978-3-570-10450-7.
- Zeit des Terrors. Der dritte Fall für Karl Raben. C. Bertelsmann, München 2024, ISBN 978-3-570-10518-4.

### Alternativhistorische Romane
- Die Mauer steht am Rhein. Deutschland nach dem Sieg des Sozialismus. Kiepenheuer und Witsch, Köln 1999, ISBN 3-462-02844-8; 2009, ISBN 978-3-462-04093-7.
- Der 21. Juli. Roman. Droemer, München 2001, ISBN 3-426-27199-0; Knaur, München 2003, ISBN 3-426-62415-X; Geest Vechta 2011, ISBN 978-3-86685-293-8.
- Der Consul. Roman. Droemer, München 2003, ISBN 3-426-19609-3; Knaur, München 2006, ISBN 3-426-62787-6.
- Das Luxemburg-Komplott. Roman. Droemer, München 2005, ISBN 3-426-19616-6; Knaur, München 2008, ISBN 978-3-426-63496-7.
- Das Moskau-Spiel. Kiepenheuer und Witsch, Köln 2010, ISBN 978-3-462-04260-3.

## Vertonungen
Die vier ersten Romane der Stachelmann-Reihe setzte das Deutschlandradio Kultur als Hörspiele um.
Auf CD erschienen ist:
- Mann ohne Makel. Regie Norbert Schaeffer. Der Audio-Verlag, Berlin 2006, ISBN 3-89813-523-3.